# 恩岑基兴
恩岑基兴是奥地利上奥地利州谢尔丁县的一个市镇。总面积23平方公里，总人口1789人，人口密度77.8人/平方公里（2005年）。